# Veniamin Tayanovich
Veniamin Tayanovich (Ufá, Rusia, 6 de abril de 1967) es un nadador ruso retirado especializado en pruebas de estilo libre, donde consiguió ser campeón olímpico en 1992 en los 4x200 metros libre, representando al Equipo Unificado.

## Carrera deportiva
En los Juegos Olímpicos de Barcelona 1992 ganó la medalla de oro en los 4x200 metros libre, con un tiempo de 7:11.95 segundos, por delante de Suecia y Estados Unidos (bronce), y también ganó la plata en los relevos de 4x100 metros estilos, con un tiempo de 3:38.56 segundos, tras Estados Unidos y por delante de Canadá.